# الغزو الإنجليزي السوفيتي لإيران
الغزو الإنجليزي السوفيتي لإيران هي عملية عسكرية نفذتها قوات الحلفاء خلال الحرب العالمية الثانية من أجل غزو الأراضي الإيرانية. شاركت القوات السوفيتية والبريطانية إضافة إلى بعض الوحدات العسكرية التابعة لاتحاد دول الكومنولث في الغزو، استمرت العملية العسكرية من الخامس والعشرين من أغسطس وحتى السابع عشر من سبتمبر عام 1941 وأطلق عليها اسم عملية الإحياء، وكان الغرض منها تأمين حقول النفط الإيرانية ومنع القوات الألمانية من السيطرة عليها، كذلك ضمان خط إمداد وتموين آمن ومستمر للقوات السوفيتية المشاركة في المعارك على الجبهة الشرقية ضد قوات المحور. وعلى الرغم من إعلان رضا بهلوي إيران بلدا محايدا في الحرب العالمية الثانية إلا أنه أظهر تعاونا كبيرا مع قوات المحور، وبالأخص الألمانية، الأمر الذي دفع القوات البريطانية والسوفييتية لخلعه عن العرش وتنصيب إبنه محمد رضا بهلوي خلفًا له بعد احتلال كامل الأراضي الإيرانية.

## خلفية الأحداث
في أعقاب غزو الألمان للاتحاد السوفيتي في يونيه لعام 1941 اتجه الأخير للتحالف مع بريطانيا، من جانبه عمل رضا بهلوي على التقارب بين بلاده وألمانيا على الرغم من إعلانه عن اتخاذ موقف المحايد من العمليات العسكرية منذ بدايتها، وهو ما آثار مخاوف البريطانيون حول مستقبل حقول النفط بعبادان المملوكة لشركة النفط الأنجلو-إيرانية مع احتمال وقوعها في يد الألمان، وهو يمثل حجر زاوية في المجهود الحربي للحلفاء في هذه المنطقة خاصة مع ارتفاع إنتاجية الحقول إلى ثمانية ملايين طن من النفط عام 1940، وتلاقت وجهات النظر البريطانية مع نظيرتها السوفيتية، حيث مثلت الأراضي الإيرانية أهمية قصوى للاتحاد السوفيتي الذي كان يعاني في ذلك الوقت من تقدم الجيش الألماني داخل أراضيه، ومن ثم أصبح الممر الفارسي أهم الوسائل المحدودة المتاحة أمام قوات الحلفاء للسيطرة عليها لضمان توصيل الإمدادات الأمريكية للاتحاد السوفيتي في إطار مشروع قانون الإعارة والتأجير الأمريكي.
ومع تزايد هجمات الغواصات الألمانية وسوء حالة الطرق الجليدية، استحالت وصول قوافل الإمداد لأرخانجيلسك على البحر الأبيض شمال الاتحاد السوفيتي، وبدت خطوط السكك الحديدية الإيرانية أفضل الطرق لتوصيل الإمدادات داخل العمق السوفيتي قادمة من الخليج العربي، وبالفعل قامت بريطانيا والاتحاد السوفيتي بالضغط على إيران والشاه من أجل عدوله عن محاباته لألمانيا والتزام الموقف الحيادي التي أقرها بنفسه منذ بدء العمليات العسكرية الأمر الذي أدى لزيادة حدة التوتر داخل الوسط الإيراني وخروج العديد من المسيرات المؤيدة لألمانيا في العاصمة طهران، ورفض الشاه بهلوي مطالب الحلفاء بطرد الرعايا الألمان المقيمين داخل أراضيه كما رفض تشغيل خطوط السكك الحديدية لخدمة قوات الحلفاء.
كل هذه الأمور علاوة على ما سبق من أهمية إستراتيجية لموقع إيران دفعت بريطانيا والاتحاد السوفيتي لغزو إيران في الخامس والعشرين من أغسطس عام 1941. يذكر أن التقارير البريطانية الصادرة عن السفارة البريطانية في طهران قد أشارت إلى أن عدد الرعايا الألمان (ما بين فني وجاسوس) المقيمين في إيران لا يتجاوز الألف فرد.

## الغزو
لم تدم عملية الغزو طويلا ونفذت بسهولة ويسر، حيث بدء الهجوم البريطاني من الجنوب عن طريق القوات المتمركزة في العراق (والمعروفة باسم عراق فورس - Iraqforce، والتي تغير اسمها لاحقا بعد ستة أيام من الغزو إلى القوات المركزية بإيران والعراق؛ پاي فورس - Paiforce) بقيادة اللواء إدوارد كوينان، وهي القوات المتألفة من الفرقتين الثامنة والعاشرة مشاة الهنديتين واللواء الثاني مدرع الهندي والفرقة الأولى فرسان البريطانية (والتي سميت فيما بعد باللواء التاسع مدرع) بالإضافة إلى اللواء الحادي والعشرون مشاة الهندي، في حين هاجم الاتحاد السوفيتي من الشمال بثلاثة جيوش كاملة هي الجيش الرابع والأربعين والسابع والأربعين قادمين من جبهة القوقاز بقيادة الفريق ديمتري كوزلوف والجيش الثالث والخمسين بقيادة الكولونيل العام سيرجي تروفيمنكو، كما شاركت القوات الجوية والبحرية بوحدات في المعركة، على الجانب الآخر قام الجيش الإيراني بحشد تسعة كتائب مشاة لصد الهجوم الأنجلو-سوفيتي في الوقت الذي أرسل فيه الشاه رضا بهلوي خطابا للرئيس الأمريكي فرانكلين روزفلت في الخامس والعشرين من أغسطس، مستشهدا فيه بميثاق الأطلسي، جاء فيه:
| الغزو الإنجليزي السوفيتي لإيران | ...انطلاقا من الأسس التي حرص فخامتكم على إرسائها دائما خاصة فيما يتعلق بضرورة حماية والدفاع عن المبادئ المتعلقة بالعدالة الدولية وحق الشعوب في الحرية، أرجو من سيادتكم باتخاذ اللازم من خطوات إنسانية عاجلة وفعالة لوضع حد لهذا الاعتداء السافر والذي يلقي بظلال الحرب على دولة محايدة، مشاركة في ميثاق الأطلسي، لا تهتم سوى بالحفاظ على هدوء الأوضاع وإصلاح شأنها الداخلي. | الغزو الإنجليزي السوفيتي لإيران |

إلا أن الخطاب الإيراني لم ينجح في دفع الرئيس الأمريكي لاتخاذ أي رد فعل حيال الغزو الأنجلو-سوفيتي لإيران، وهو ما بدى واضحا من رد الرئيس روزفلت والذي جاء فيه:
| الغزو الإنجليزي السوفيتي لإيران | بالنظر للقضية في مجملها، نجدها لا تنطوي فقط على المسائل المطروحة من قبل صاحب الفخامة الإمبراطورية، وإنما تنطلق لأبعاد أخرى متمثلة في طموح هتلر للسيطرة على العالم، ومن المؤكد أن الحملات الألمانية قد تستمر لما هو أبعد من آسيا وإفريقيا وأوروبا وحتى الأمريكتين ما لم يتم إيقاف تلك الحملات عن طريق التدخل العسكري، وإنه لمن المؤكد أيضا أن تلك الدول الساعية لضمان استقلالها ووحدة ترابها الوطني يتوجب عليها من جهتها الانضمام لهذا المجهود الحربي لوقف الزحف الألماني الذي ابتلع العديد من الدول الأوروبية الواحدة تلو الأخرى، وعليه فإنه من منطلق تلك الحقائق فإن الولايات المتحدة الأمريكية، حكومة وشعبا، لم تسع فقط لتأمين دفاعاتها بأسرع ما يمكن، بل انخرطت في برامج شاملة لتأمين المؤن والعتاد للدول المشاركة في معارك ضد الطموح الألماني للهيمنة على العالم. | الغزو الإنجليزي السوفيتي لإيران |

وفي نهاية الخطاب، حرص الرئيس روزفلت على بث مشاعر الطمأنينة لدى الشاه قائلا:
| الغزو الإنجليزي السوفيتي لإيران | ...وفي النهاية ننقل لكم صدق نوايا حكومات الاتحاد السوفيتي وبريطانيا تجاه إيران وتعهدهما بعدم المساس باستقلال البلاد أو وحدة أراضيه. | الغزو الإنجليزي السوفيتي لإيران |

إلا أن الأيام اللاحقة أثبتت عكس ذلك خاصة مع دعم الاتحاد السوفيتي للحركات الانفصالية بشمال إيران.

خريطة للعراق وغرب إيران عام 1941

وبالفعل بدء الهجوم فجر الخامس والعشرون من أغسطس عن طريق السفينة الشراعية الحربية الإنجليزية إتش إم إس شورهام ضد ميناء عبادان، مما أدى لغرق السفينة الشراعية الحربية الإيرانية پلنگ في حين تم دُمرت أو استُولي على باقى السفن الراسية في الميناء، ومع تصاعد الأحداث لم تتمكن القوات الإيرانية من تنظيم صفوف دفاعية قوية، فتمكنت كتيبتان هنديتان من الفرقة الثامنة مشاة التابعة للواء الرابع والعشرون مشاة من الاستيلاء على المنشئات النفطية بعبادان بعد نجاحها في عملية عبور برمائية لشط العرب بدأت من مدينة البصرة العراقية. كما تم إنزال مجموعة صغيرة من القوات ببندر الإمام الخميني عن طريق الطرادة التجارية المسلحة إتش إم إيه إس كانيمبلا لتأمين الميناء وخط أنابيب البترول هناك، في حين قام سلاح الجو الملكي بقصف القواعد الجوية ومراكز الاتصالات، في هذه الأثناء قامت الكتيبة الثامنة مشاة الهندية بالتقدم من البصرة صوب خرمشر والتي استولت عليها في اليوم نفسه واستمرت في التقدم حتى تمكنت من السيطرة على الأحواز في الثامن والعشرين من أغسطس، عندها أمر الشاه بإيقاف العمليات العسكرية ضد القوات الغازية خوفا على أرواح المدنيين العزل. وفي الشمال من الأحواز، تقدمت ثمانية كتائب بريطانية هندية مشتركة تحت قيادة اللواء وليم سليم قادمة من خانقين (على بعد 100 ميل شمال شرق بغداد و300 ميل من البصرة) باتجاه حقول نفط نفط شاه (والتي تعرف حاليا باسم حقول نفط شهر، بالفارسية: نفت‌شهر، والموجودة بمحافظة كرمانشاه الحدودية) ومنها عبر ممر باي تك إلى عمق محافظتي كرمانشاه وهمدان، وتمكنت القوات البريطانية من فرض سيطرة كاملة على الممر في السابع والعشرين من أغسطس بعد انسحاب القوات الإيرانية منه ليلا، كما تم إلغاء خطة الهجوم المفترض على محافظة كرمانشاه والذي خطط له التاسع والعشرين من أغسطس بعد إعلان المقاتلين الإيرانيين طلب الهدنة ورغبتهم في التفاوض حول شروط الاستسلام وإنهاء القتال.
من جانبها قامت القوات السوفيتية بغزو إيران من الشمال وتقدمت حتى وصلت لمدينة ماكو والتي قامت القاذفات السوفيتية بقصفها قبل دخول القوات البرية للمدينة، كما قامت القوات البحرية السوفيتية بعمليات إنزال بميناء بندر بهلوي على ساحل بحر قزوين، ويذكر أن سفن البحرية السوفيتية قد تعرضت لحادثة نيران صديقة في هذه الأثناء.
وعلى صعيد المعارك الحربية، أغرقت البحرية الملكية سفينتين حربيتين للقوات البحرية الإيرانية علاوة على إصابة أربعة أخرى ن إصابات مباشرة خرجوا على آثارها من الخدمة تماما، كما تم إسقاط ستة مقاتلات، علاوة على فقدان الجيش الإيراني لثماني مئة فرد من عناصره ما بين جنود وبحارة وملاحين جويين، بما في ذلك الأدميرال بايندر غلام علي أول قادة اللأسطول البحري الإيراني، في حين أودى القصف الجوي السوفيتي لمحافظة غيلان بحياة مئتي من المدنيين، في الوقت الذي قدرت خسائر القوات الهندية والبريطانية بنحة إثنين وعشرين قتيل وخمسين جريح.
ومع انعدام الدعم العسكري لإيران، تمكنت القوات الأنجلو-سوفيتية من القضاء على المقاومة الإيرانية الهشة سريعا، والتقت القوتان الغازيتان عند مدينة سنندج (100 ميل غرب همدان) في الثلاثين من أغسطس، ثم مدينة قزوين (100 ميل غرب طهران و200 ميل شمال شرق همدان) في اليوم التالي. وبهزيمة إيران، فرضت قوات الحلفاء سيطرتها التامة على حقول النفط وكذلك خطوط السكك الحديدية، وعلى الرغم من ذلك، عانت القوات البريطانية من صعوبة التنقل داخل الأراضي الإيرانية مما دفعها لعدم إرسال أي قوات أبعد من همدان والأهواز، في الوقت نفسه وافق رئيس الوزراء الإيراني الجديد محمد علي فروغي على مطالب قوات الحلفاء بطرد السفير الألماني من طهران وغلق كل مكاتب التمثيل التابعة للبعثات الدبلوماسية الألمانية والإيطالية والمجرية والرومانية بالإضافة إلى تسليم الرعايا الألمان المقيمين بإيران للسلطات الإنجليزية والسوفيتية، وبسبب استحالة تنفيذ المطلب الأخير تقدمت القوات الأنجلو-سوفيتية صوب العاصمة الإيرانية طهران لتدخلها في السابع عشر من سبتمبر عام 1941 وتلقي القبض على الشاه رضا بهلوي في اليوم التالي لدخولها المدينة وتخلعه عن العرش وترسله إلى منفاه بجنوب إفريقيا تاركا نجله محمد رضا بهلوي خليفة له على العرش.
وفي السابع عشر من أكتوبر للعام نفسه انسحبت القوات الأنجلو-سوفيتية من طهران بعد أن تمت تسوية مسألة الرعايا الألمان، وحتى نهاية الحرب العالمية الثانية ظلت الأراضي الإيرانية مقسمة بين القوات البريطانية التي احتلت الجزء الجنوبي من البلاد والقوات السوفيتية التي بسطت سيطرتها على شمال البلاد.

## نتائج الغزو

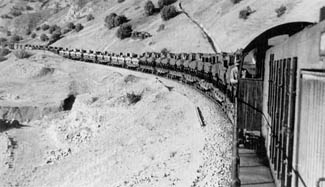
قطار عسكري مُحمّل بالمؤن للجيش الأحمر يمر خلال الممر الفارسي.

مع سيطرة القوات الأنجلو-سوفيتية على مجمل الأراضي الإيرانية، أصبح الممر الفارسي شريانا أساسيا لتزويد قوات الحلفاء بالعتاد (حيث استخدم لنقل خمسة ملايين طن من العتاد والمؤن طوال فترة الحرب)، واتجه العتاد المنقول عبر الأراضي الإيرانية أساسا إلى الاتحاد السوفيتي كما تم نقل المؤن من خلالها لدعم القوات البريطانية المرابطة في الشرق الأوسط. وخلال أيامه الأولى، أتم الشاه الجديد توقيع اتفاقية تحالف بين بلاده وكلا من الاتحاد السوفيتي وبريطانيا في يناير من عام 1942 نصت على تقديم إيران مساعدات غير عسكرية لدعم المجهود الحربي لقوات الحلفاء.
ونصت الفقرة الخامسة من تلك المعاهدة على انسحاب القوات الأنجلو-سوفيتية من الأراضي الإيرانية بصورة كاملة في غضون ستة أشهر من نهاية العمليات العسكرية الخاصة بالحرب، وبالفعل قام الشاه بإعلان الحرب على ألمانيا رسميا في سبتمبر من عام 1943 ومن ثم حصلت على حق التوقيع على ميثاق إنشاء الأمم المتحدة والانضمام إليها فيما بعد، وجاء انعقاد مؤتمر طهران في نوفمبر من العام نفسه كنتيجة مباشرة للتحول السياسي الذي أظهرته إيران تجاه دول الحلفاء والذي أكد خلاله كلا من سكرتير عام الحزب الشيوعي بالاتحاد السوفيتي جوزيف ستالين ورئيس الوزراء البريطاني ونستون تشرشل ورئيس الولايات المتحدة الأمريكية فرانكلين روزفلت على ضمانهم استقلال إيران ووحدة أراضيها، كما تباحث ثلاثتهم مع العاهل الإيراني حول سبل تقديم معونات اقتصادية لإيران في أعقاب الحرب في ظل الأوضاع المترضية التي مرت بها البلاد أثناء فترة الحرب من نقص حاد في المواد الغذائية وارتفاع نسب التضخم الأمر الذي أثر بصورة سلبية على الطبقات المتوسطة والفقيرة بالمجتمع الإيراني.

## الانسحاب
على مدار ثلاث سنوات هي مدة احتلال القوات السوفيتية للأراضي الإيرانية، عمل ستالين على زيادة النفوذ السوفيتي في المناطق ذات الأغلبية الكردية والأذربيجانية بشمال غرب إيران، وبالفعل تمكن من إنشاء حزب توده إيران وهو أول حزب شيوعي في البلاد، ولم يقتصر التدخل السوفيتي على الحياة السياسية في البلاد فحسب بل امتد لدعم الحركة الانفصالية في شمال إيران وتحديدا بمدينة تبريز بمحافظة أذربيجان الشرقية الإيرانية مما ترتب عليه قيام الحكومة الأذربيجانية الشعبية الانفصالية في الثاني عشر من ديسمبر عام 1945 بعد أسابيع من الاشتباكات العنيفة بين القوات الإيرانية والجماعات الانفصالية المسلحة مدعومة بقوات من الاتحاد السوفيتي حيث قامت وحدات من الجيش الأحمر بإبطال تحركات للجيش الإيراني الساعي لإعادة فرض سيطرته على شمال البلاد، ولم تمض سوى أسابيع معدودة حتى أعلن الأكراد قيام دولتهم مع اقتراب نهاية عام 1945 على الأراضي الإيرانية، وهي الكيان السياسي قصير العمر والمعروف باسم الجمهورية الكردية الشعبية أو كردستان الإيرانية.
ومع نهاية المهلة المحددة لانسحاب الوحدات العسكرية من الأراضي الإيرانية في الثاني من مارس لعام 1946، بعد مرور ستة أشهر على نهاية العمليات العسكرية الخاصة بالحرب العالمية الثانية، امتثلت القوات البريطانية لموعد المهلة المحددة في حين أحجمت القوات السوفيتية عن الانسحاب معللة بذلك خطورة الوضع الراهن على أمن الاتحاد السوفيتي، ولم تنسحب القوات السوفيتية من عمق الأراضي الإيرانية حتى مايو من العام نفسه إلا بعد حصول الاتحاد السوفيتي على تنازلات من الحكومة الإيرانية يضمن خلالها الأول إمدادات ثابتة من الوقود، وبانسحاب القوات السوفيتية تمكنت إيران من إعادة بسط نفوذها على الجزء الشمالي من البلاد وإسقاط الحكومات الانفصالية سواء الكردية أو الآذرية وضم الأجزاء المقتطعة إلى الأراضي الإيرانية مرة أخرى.

## طلب التعويضات
خلال عام 2009 صرح الرئيس الإيراني محمود أحمدي نجاد بأن بلاده قد عانت كثيرا من ويلات الحرب العالمية الثانية وأنه سيستمر حتى النهاية من أجل حصول البلاد على التعويضات المناسبة جراء ما حل بها أثناء الحرب، وأضاف الرئيس أنه كلف مجموعة من المختصين بحساب إجمالي الخسائر التي لحقت بالبلاد خلال تلك الفترة مشيرا إلى أنه سيرسل التقرير النهائي للأمين العام للأمم المتحدة بان كي مون ملحقا بمطالبة الحكومة الإيرانية بالتعويضات الكاملة عن تلك الفترة التي عانت خلالها إيران حكومة وشعبا دون الحصول على أية تعويضات.

## مطبوعات
- ماكنزي، كومبتون (1951). Eastern Epic. Chatto & Windus, London.
- إسبوسيتو، جون (1998). Islam and Politics (4th Edition). Syracuse University Press. مؤرشف من الأصل في 2022-05-22. {{استشهاد بكتاب}}: الوسيط غير المعروف |الرقم المعياري= تم تجاهله يقترح استخدام |ردمك= (مساعدة)
- ويفل، أرشيبالد (1942). Despatch on Operations in Iraq, East Syria, and Iran From 10th April, 1941 to 12th January 1942 (PDF). London: مكتب معلومات القطاع العام  [لغات أخرى]‏. مؤرشف من الأصل (PDF) في 2019-01-02.{{استشهاد بكتاب}}:  صيانة الاستشهاد: علامات ترقيم زائدة (link)

## وصلات خارجية
- BBC WWII People's War - غزو إيران
- القيادة المركزية البريطانية في العراق وإيران
- النفوذ الأمريكي في إيران 1941 - 1946
- Pink Elephants on the road to Baghdad - مقال عن الغزو بقلم جندي بريطاني سابق
- "تقرير حول الوضع في العراق وشرق سوريا وإيران" (PDF). ملحق لجريدة لندن جازيت، العدد 37685. 13 أغسطس 1946. مؤرشف من الأصل (PDF) في 2019-01-02. اطلع عليه بتاريخ 2009-09-26.
- "التقرير الرسمي حول الأوضاع في القيادة المركزية بالعراق وإيران خلال الفترة ما بين أغسطس 1942 وحتى فبراير 1943" (PDF). ملحق لجريدة لندن جازيت، العدد 37685. 27 أغسطس 1946. مؤرشف من الأصل (PDF) في 2019-01-02. اطلع عليه بتاريخ 2007-09-15.
- إيران في الحرب العالميو الثانية
- تاريخ الحملة الأنجلو-سوفيتية على إيران (بالإيطالية)